# Сен-Феликс-де-Рьётор
Сен-Фели́кс-де-Рьёто́р (фр. Saint-Félix-de-Rieutord) — коммуна во Франции, находится в регионе Юг — Пиренеи. Департамент коммуны — Арьеж. Входит в состав кантона Вариль. Округ коммуны — Памье.
Код INSEE коммуны — 09258.

## Население
Население коммуны на 2008 год составляло 413 человек.
| 1962 | 1968 | 1975 | 1982 | 1990 | 1999 | 2008 |
| ---- | ---- | ---- | ---- | ---- | ---- | ---- |
| 90   | 107  | 135  | 192  | 278  | 328  | 413  |

## Экономика
В 2007 году среди 280 человек в трудоспособном возрасте (15—64 лет) 231 были экономически активными, 49 — неактивными (показатель активности — 82,5 %, в 1999 году было 75,1 %). Из 231 активных работали 217 человек (115 мужчин и 102 женщины), безработных было 14 (6 мужчин и 8 женщин). Среди 49 неактивных 17 человек были учениками или студентами, 14 — пенсионерами, 18 были неактивными по другим причинам.